# Hermann Ameler
Hermann August Ameler (* 26. Dezember 1811 in Herford; † 17. November 1904 ebenda) war ein evangelischer Pfarrer und preußischer Parlamentarier.

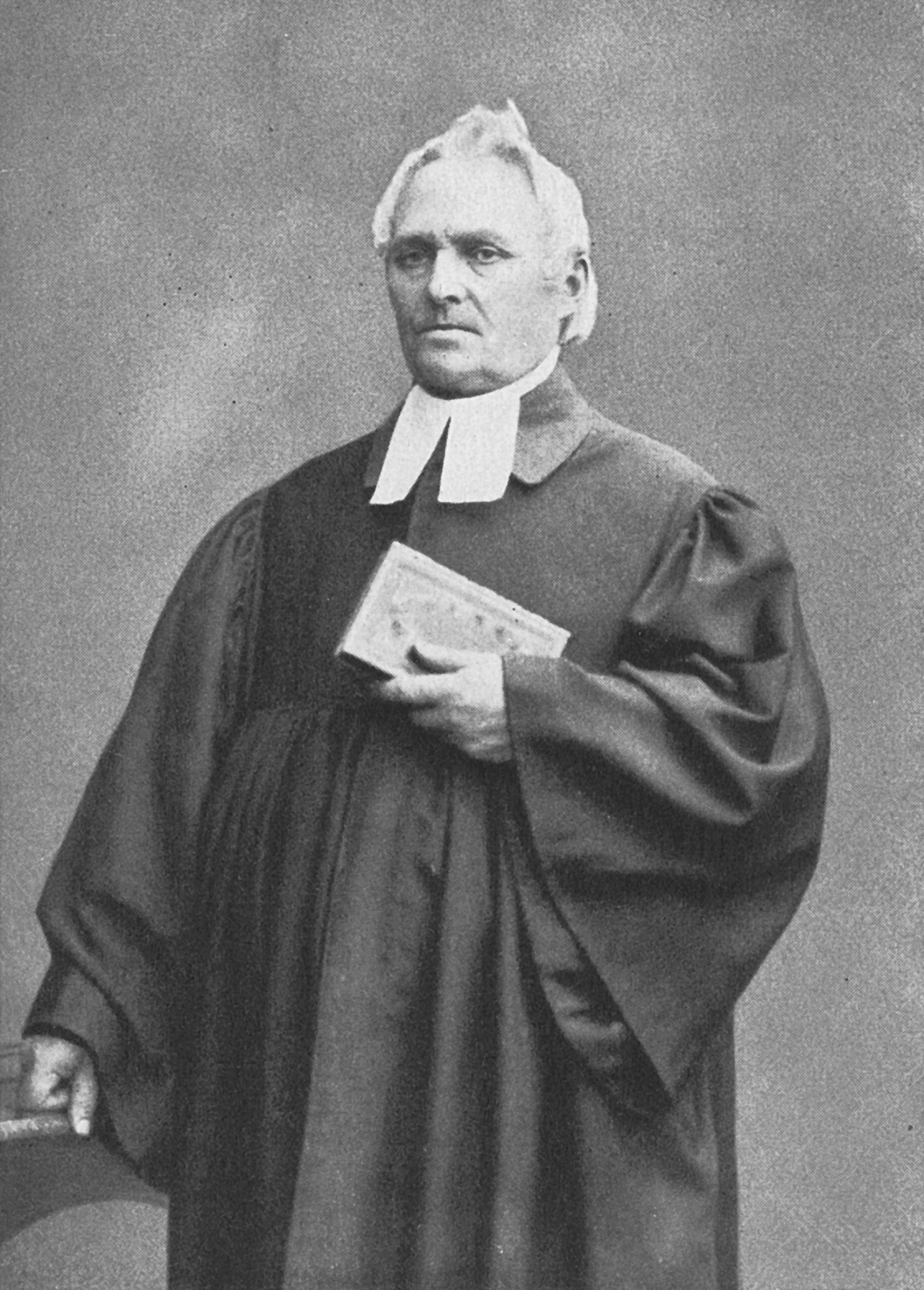
Superintendent Hermann Ameler

## Leben
Als Sohn des angesehenen Herforder Amts-Wundarztes, Chirurgen und Augenarztes August Heinrich Ameler besuchte Hermann Ameler das Friedrichs-Gymnasium in Herford und studierte ab 1831 Evangelische Theologie an der Rheinischen Friedrich-Wilhelms-Universität Bonn und der Friedrich-Wilhelms-Universität Berlin. 1832 wurde er Mitglied des Corps Guestphalia Bonn. 1836/37 legte er das Examen ab und war ab 1836 zunächst als Privatlehrer in Rahden tätig. 1838 erhielt er die Ordination und wurde Pastor an der Jakobi-Kirche und der Johanniskirche in Herford. Von 1871 bis 1885 war er Superintendent im Kirchenkreis Herford.
Von 1840 bis 1860 leitete er auch die private Unterrichtsanstalt für „Töchter gebildeter Familien“, das heutige Königin-Mathilde-Gymnasium Herford. Am 7. August 1849 wurde Ameler für den Wahlkreis Minden II fraktionsloses Mitglied des Preußischen Abgeordnetenhauses. Am 26. Oktober 1849 legte er sein Mandat bereits wieder nieder. 1897 trat er als Pfarrer endgültig in den Ruhestand ein. Ein im Juli 2018 von der Evangelischen Diakonie-Stiftung Herford errichtetes Pflegezentrum trägt seinen Namen.

## Veröffentlichungen
- Entwurf eines Statutes für einen Kleinkinderschul-Verein; In: Westfalia, eine Zeitschrift zur Belehrung und Unterhaltung hrsg. von J. E. Berghaus, Band 1844, Nr. 48, S. 379–380 (Digitalisat ULB Münster)
- Noth- und Hülfsbüchlein für Herford. Weihnachtsgabe für Jung und Alt von H. Ameler, Herford 1848, 2. Aufl.
- Der Nothstand der Herforder Tagelöhner, seine Ursachen und seine Abhülfe; Leitartikel im Herforder Kreisblatt am 23. Dezember 1848
- Predigt im Dankgottesdienste nach Vollendung des Turmhelms der Johannis-Kirche in Herford gehalten am 12. Oktober 1890; Bielefeld ca. 1890

## Auszeichnungen
- 1888 Ernennung zum Ehrenbürger der Stadt Herford